# Zhonghua Minguo Haijun
Zhonghua Minguo Haijun (chiń. trad. 中華民國海軍; pinyin Zhōnghuá Mínguó Hǎijūn) – morskie siły zbrojne Republiki Chińskiej (Tajwanu), odpowiedzialne za obronę strefy ekonomicznej wokół wyspy, w szczególności przed możliwością inwazji lub blokadą ze strony Marynarki Wojennej Chińskiej Armii Ludowo-Wyzwoleńczej.

## Okręty
| Typ                       | Zdjęcie          | Okręty | Wejście do służby | Wyporność (t)    | Długość (m)      |
| Niszczyciele (4)          | Niszczyciele (4) | Niszczyciele (4)                                                                                                   | Niszczyciele (4)  | Niszczyciele (4) | Niszczyciele (4) |
| ------------------------- | ---------------- | --- | ----------------- | ---------------- | ---------------- |
| typu Kidd (Kee Lung)      |                  | 4 | 2005–2006         | 9300             | 171,7            |
| Fregaty (24)              |                  | |                   |                  |                  |
| typu Kang Ding            |                  | „Kang Ding” „Si Ning” „Kun Ming” „Di Hua” „Wu Chang” „Chen De”                                                     | 1996–1998         | 3600             | 125              |
| typu Cheng Kung           |                  | „Cheng Kung” „Cheng Ho” „Chi Kuang” „Yueh Fei” „Tzu I” „Pan Chao” „Chang Chien” „Tian Dan” „Ming Chuan” „Feng Jia” | 1993–2004         | 4200             | 138              |
| typu Knox (Chi Yang)      |                  | 6 | 1985–1986         | 3800             | 133              |
| Okręty podwodne (3)       |                  | |                   |                  |                  |
| typu Zwaardvis (Hai Lung) |                  | 2 | 1987–1988         | 2640             | 66,9             |
| typu Tench (Hai Shih)     | Hai Shih-class   | 1 | 1973              | 2453             | 95               |
| Korwety (1)               |                  | |                   |                  |                  |
| typu Tuo Chiang           |                  | 1 | 2014              | 600              | 60,4             |
| Kutry rakietowe (80)      |                  | |                   |                  |                  |
| typu Kuang Hua VI (KH-6)  |                  | 30 | 2003–2011         | 171              | 34,2             |
| typu Dvora (Hai Ou)       |                  | 50 | 1980–1986         | 45               | 21,8             |

## Lotnictwo
| Zdjęcie | Statek                            | Typ            | W służbie | Uwagi |
| ------- | --------------------------------- | -------------- | --------- | --- |
|         | Sikorsky S-70C(M)-1/2 Thunderhawk | pokładowy, ZOP | 19        | Dostarczono 10 w 1990 i 11 w 2001. |
|         | Sikorsky MH-60R                   | pokładowy, ZOP | 0/10      | W październiku 2015 roku władze w Tajpej poinformowały, że są zainteresowane kupnem 10 amerykańskich MH-60R. Śmigłowce najprawdopodobniej zostaną nabyte w ramach rządowego programu Foreign Military Sales (FMS), co oznacza że pośrednikiem w ich dostawach będzie US Navy. |
|         | Hughes 500MD/ASW Defender         | szkolny, ZOP   | 9         | Dostarczono 13, 3 utracono. |